# Balestrate
Balestrate – miejscowość i gmina we Włoszech, w regionie Sycylia, w prowincji Palermo.
Według danych na rok 2004 gminę zamieszkiwało 5686 osób, 1895,3 os./km².